# 安派山
13°33′34″S 72°55′59″W / 13.55944°S 72.93306°W

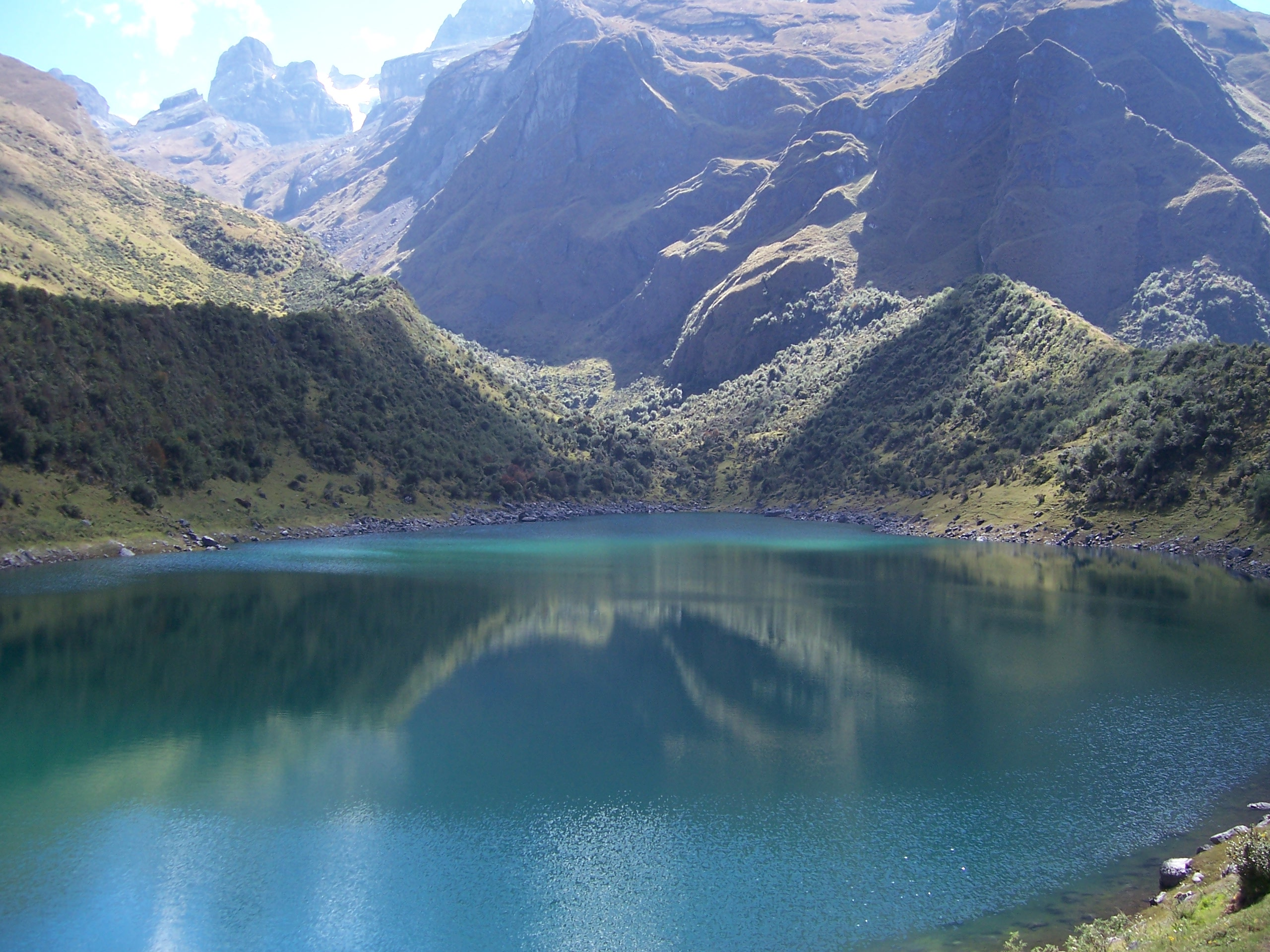

安派山（西班牙語：Ampay），是秘魯的山峰，位於該國南部阿普里馬克大區，由阿班凱區、瓦尼帕卡區和坦布爾科區負責管轄，屬於安地斯山脈的一部分，海拔高度5,236米。